# Lakrode luis
De lakrode luis (Uroleucon tanaceti) is een bladluis behorend tot de familie Aphididae.

## Kenmerken
Ongevleugelde volwassen bladluizen zijn over het algemeen 2,2 tot 3,4 millimeter groot en hebben rode, roodachtig bruine of karmozijnrode kleuren. Ze hebben geelachtige antennes met zwarte toppen op de segmenten. Hun poten zijn meestal geel, waarbij de toppen van de schenen zwart zijn. De sifonen, buisachtige structuren op hun achterlijf, zijn vaak bruin of zwart, soms met een lichter bruin middengedeelte. De cauda, een uitsteeksel aan het achterlijf, is geel van kleur.
Gevleugelde volwassen bladluizen vertonen gelijkenissen met de ongevleugelde vormen, ook wel apteren genoemd.
Oviparen zijn de vrouwelijke bladluizen die eieren leggen, terwijl alate mannetjes de gevleugelde vorm van mannelijke bladluizen zijn.

## Verspreiding
Hij komt voor in Europa, West-Siberië, Centraal-Azië, Oost-Himalaya en Noord-Amerika.

## Waardplant
Hij leeft monofaag op Asteraceae, zoals op de Tanacetum corymbosum, Moederkruid (Tanacetum parthenium) en Boerenwormkruid (Tanacetum vulgare). Ook is hij bekend van gekweekte chrysanten (Heie).